# 바르바리 (음식)
바르바리(페르시아어: بربری) 또는 바르바리 난(페르시아어: نان بربری 나네 바르바리)은 이란에서 주로 만드는 빵이다. 빵의 두께는 얇으며, 평평하다.

## 같이 보기
- 타프툰, 이란의 다른 빵
- 산가크, 이란의 다른 빵
- 라바시, 아르메니아의 빵
- 아프간빵